# Třída T 53
Třída T 53 (jinak též třída Duperré) byla třída torpédoborců francouzského námořnictva. Jednalo se o vylepšenou verzi třídy T 47, vybavenou modernější elektronikou a mírně modifikovanou výzbrojí. Třídu tvořilo pět torpédoborců, zařazených do služby v letech 1957–1958. Šestý La Galissonnière byl postaven podle změněného projektu a tvoří samostatnou třídu. Čtyři byly vyřazeny v letech 1977–1981, pouze modernizovaný Duperré sloužil až do roku 1992.

## Stavba
Jednotky třídy T 53:
| Jméno                 | Založení kýlu | Spuštěna          | Vstup do služby | Osud                                           |
| --------------------- | ------------- | ----------------- | --------------- | ---------------------------------------------- |
| Duperré (D633)        | 1954          | 2. července 1955  | 8. října 1957   | přestavěn na protiponorkovou loď, vyřazen 1992 |
| La Bourdonnais (D634) | 1954          | 15. října 1955    | březen 1958     | 1977 vyřazen                                   |
| Forbin (D635)         | 1954          | 15. října 1955    | 1. února 1958   | 1981 vyřazen                                   |
| Tartu (D636)          | 1954          | 2. prosince 1955  | 5. února 1958   | 1980 vyřazen                                   |
| Jauréguiberry (D637)  | 1954          | 5. listopadu 1955 | červenec 1958   | 1977 vyřazen                                   |

## Konstrukce

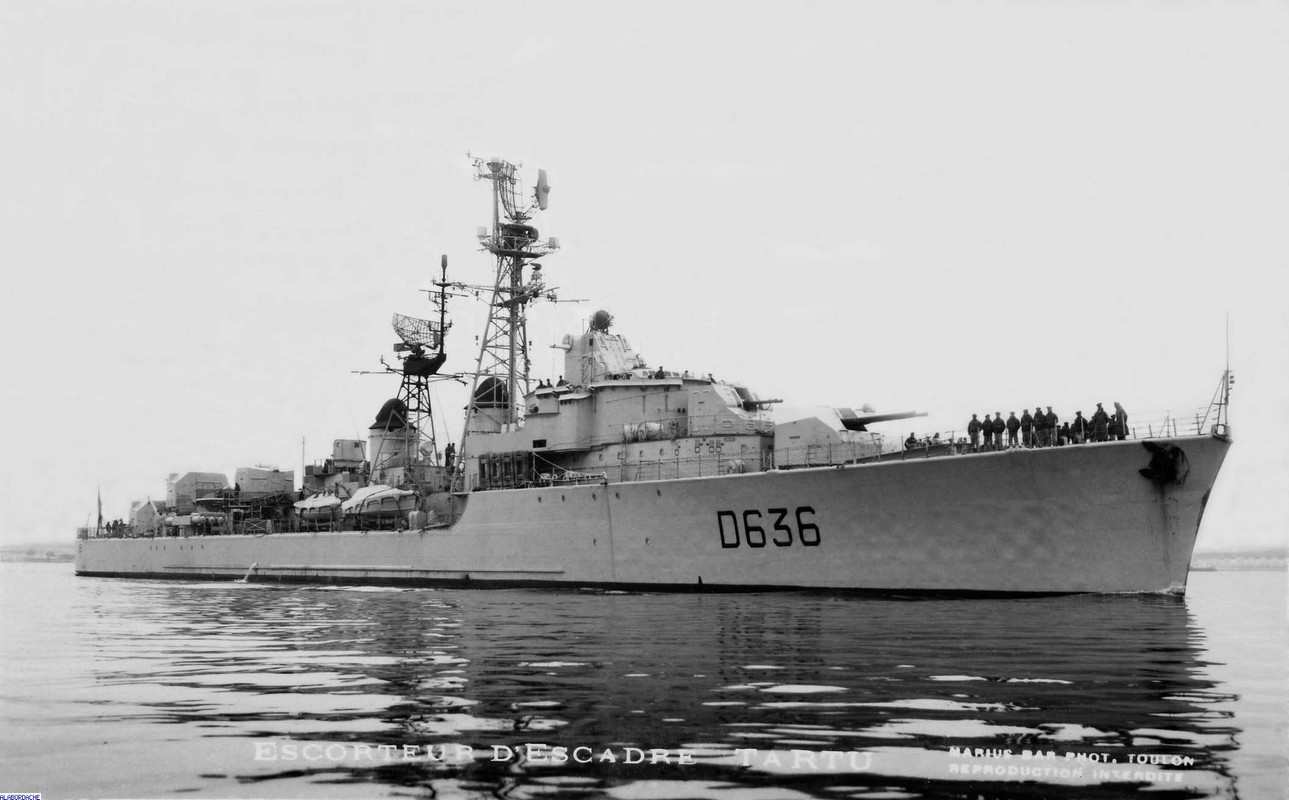
Tartu (D636)

Hlavňovou výzbroj plavidel tvořilo šest dvouúčelových 127mm kanónů ve dvoudělových věžích, šest protiletadlových 57mm kanónů ve dvoudělových věžích a dva 20mm kanóny. Údernou výzbrojí byly dva trojhlavňové 550mm torpédomety. Protiponorková výzbroj se změnila a tvořil ji jeden šestihlavňový 375mm protiponorkový raketomet Bofors. Pohonný systém tvořily čtyři kotle a dvě převodové turbíny. Nejvyšší rychlost byla 34 uzlů.

## Operační služba

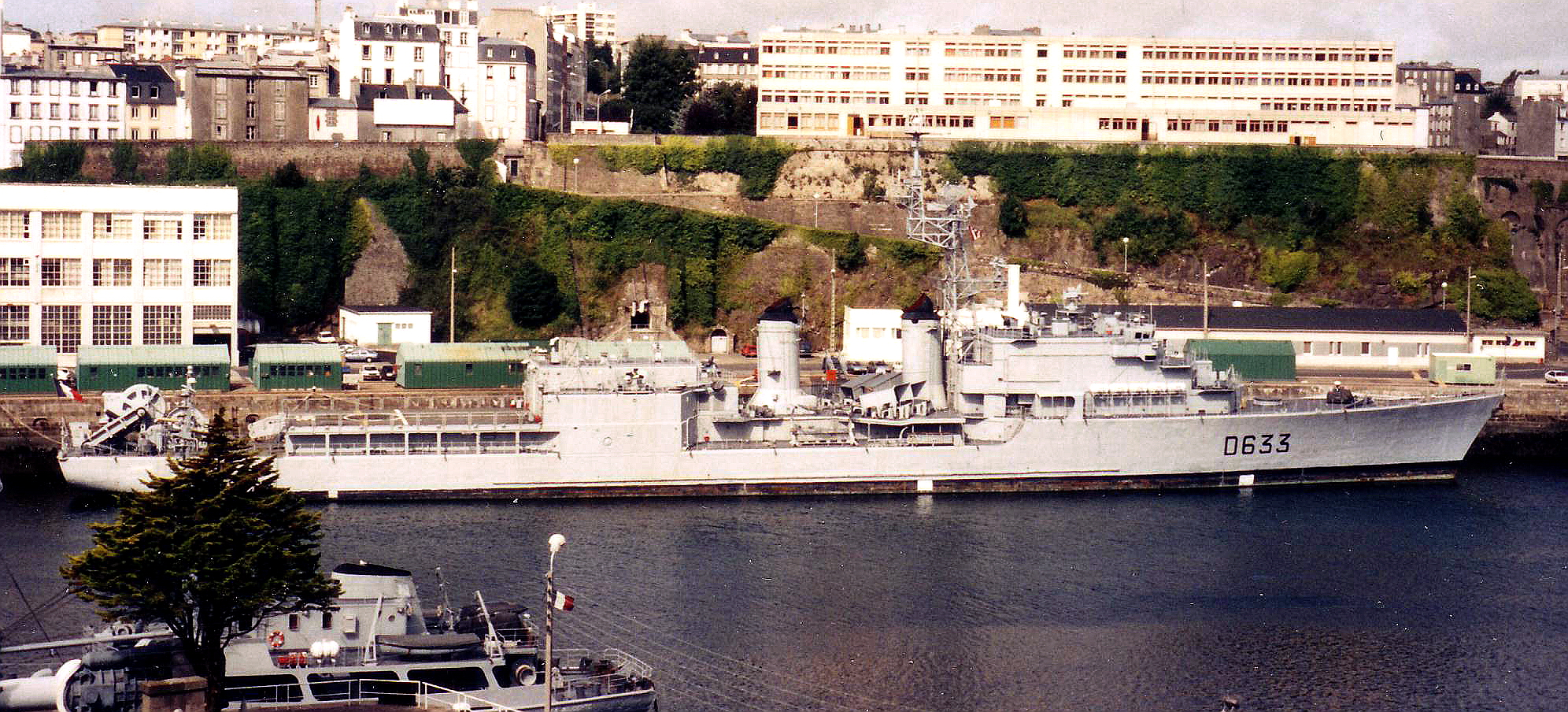
Duperré (D633) po vyřazení

La Bourdonnais, Forbin, Tartu a Jauréguiberry během své služby neprodělaly žádnou větší modernizaci. Pouze u nich byl zvětšen můstek a instalován bojový informační systém SENIT 2. Na přelomu 70. a 80. let byly vyřazeny.
Duperré sloužil v letech 1967–1971 jako neozbrojené plavidlo pro zkoušky vlečného sonaru. Následně byla loď v letech 1972–1974 výrazně přestavěna do podoby protiponorkového plavidla. Byla z ní sejmuta veškerá výzbroj a v její zadní části vznikl hangár a přistávací plocha pro protiponorkový vrtulník Westland Lynx. Novou výzbroj tvořil jeden 100mm kanón, dva 20mm kanóny, čtyři protilodní střely MM.38 Exocet a dva pevné 550mm torpédomety. Pro detekci ponorek sloužil pevný trupový sonar DUBV 23 a vlečný sonar s měnitelnou hloubkou ponorku DUBV 43, spouštěný ze zádě. Dne 13. dubna 1978 Duperré ztroskotal u Brestu na mělčině a byl dva roky opravován. Vyřazen byl roku 1992.